# Spačva
Spačva – rzeka w Chorwacji, dopływ Bosutu (dorzecze Sawy). Jej długość wynosi 40,2 km.
Płynie przez Slawonię, silnie meandrując. Powierzchnia jej dorzecza wynosi 275 km². Swe źródła ma nieopodal Županji, a do Bosutu wpada w okolicy Lipovacu.